# 王敏 (1956年)
王敏（1956年11月—），男，山东济阳人，中华人民共和国政治人物。毕业于山东师范大学政治系政治专业。曾任中共山东省委常委、中共济南市委书记、市委党校校长。2014年12月18日，中纪委官方网站宣布其“因涉嫌严重违纪违法，正接受组织调查”，一周后中组部宣布王敏被免职。王敏是中共十八大后第60位被查的副部级官员，是山东省被查的首位省部级官员，也是第10位被调查的中央委员会成员，40年没有离开过山东省，任职期间表里不一，多次谈党风廉政。王敏实现从厅局级到副省级的跨越是在2004年，正是现任中共政治局常委张高丽任山东省委书记期间。作为省委副秘书长，王敏是时任山东省委书记张高丽的主要秘书。 2012年11月，王敏当选为中国共产党第十八届中央委员会候补委员。
王敏也是电视剧《闯关东》的“总策划”，并是《闯关东》主题曲的词作者。

## 生平

### 从政履历
1956年，王敏出生在山东省济阳县。1978年2月，王敏就读于山东师范大学政治系政治专业，1982年1月毕业，获法学学士学位。
1974年6月，正值文化大革命和上山下乡运动，王敏在山东省聊城市东昌府区曹庄大队下乡当知青、二小队副队长。1975年12月，王敏升职为党支部副书记。1976年3月到1978年2月，王敏担任东昌府区朱老庄镇党委委员、革委会副主任。
1982年1月，王敏大学毕业，分配到中共山东省委调研室工业处担任科员。1982年9月调任财贸处。1984年2月，又调任经济处，曾担任副处长。1990年3月，王敏调任综合处，担任处长。
1991年12月，王敏调任中共山东省委办公厅。1995年8月，王敏升职为副主任。1998年6月，王敏兼职中共山东省委副秘书长。1999年8月到2004年12月，王敏担任中共山东省委副秘书长兼省委政策研究室主任。12月到2005年1月，王敏同时担任担任中共山东省委常委。
2005年1月到2006年10月，王敏担任中共山东省委常委、宣传部部长，省委副秘书长；并曾短暂兼任政策研究室主任（至2005年3月）。
2006年10月到2012年1月，王敏担任中共山东省委常委、省委秘书长。2011年12月起，王敏兼任济南市委书记，该市最高职务。其间，山东曾发生引发全国关注的“300平方米经济适用住房事件”。
2012年1月，王敏担任中共山东省委常委，济南市委书记、市委党校校长。

### 落马
2014年12月18日，中国共产党中央纪律检查委员会官方网站宣布王敏“涉嫌严重违纪违法，目前正接受组织调查。”9个月前，王敏在中共济南市委会议上说：“一个干部，能成长到局级，不容易，大家都不愿他犯错误、挨处分，但一旦犯了错误，谁都管不了，有纪律在那儿放着！”
2015年2月17日，中纪委发布消息，王敏违反廉洁自律规定，利用职务上的便利为亲友的经营活动谋取利益；利用职务上的便利，在干部选拔任用、企业经营等方面为他人谋取利益，收受巨额贿赂。其中受贿问题涉嫌犯罪。根据《中国共产党纪律处分条例》和参照《行政机关公务员处分条例》有关规定，经中央纪委常委会议研究并报中共中央政治局会议审议，决定给予王敏开除党籍、开除公职处分；将其涉嫌犯罪问题、线索及所涉款物移送司法机关依法处理。给予其开除党籍处分待召开中央委员会全体会议时予以追认。
2016年2月15日，经最高人民检察院指定，王敏受贿案由湖北省人民检察院侦查终结后移送浙江省宁波市人民检察院审查起诉，后向浙江省宁波市中级人民法院提起公诉。2016年9月30日，浙江省宁波市中级人民法院宣判，王敏因犯受贿罪，被判处有期徒刑12年，并处没收个人财产人民币200万元，对王敏受贿所得财物予以追缴，上缴国库。王敏受贿案涉案金额为人民币1805.103万元。

## 样板贪官
2015年3月31日，中国共产党中央纪律检查委员会网站发表题为《千万不能跟党装两面人耍两面派——山东省委原常委、济南市委原书记王敏案件警示录》的文章，详细记述了王敏的贪腐行为。在查扣王敏及其家人收受的钱物中，仅中共十八大以后收的购物卡就多达173张，占其收受购物卡总额近四分之一；收受商人、官员贿赂200余万元，占其受贿总额的12.1%。时至2014年6月，还借在中央党校学习之机，潜入原中共江苏省委秘书长赵少麟之子赵晋在北京开设的私人会所吃喝玩乐。
王敏在2005年结识赵晋后，便与其结成利益同盟。近十年来，在王敏的力挺下，赵晋在济南的房产开发生意顺风顺水，财源广进。基于为赵晋提供了诸多便利，王敏向其索贿的底气十足，俨然把赵晋当成了自家的“钱袋子”和“提款机”。赵晋则对王敏“知恩图报”，先后向其行贿现金、房产、名人字画等钱物累计达人民币1800余万元。王敏还主动将妻子介绍给赵晋，并对赵晋说，“你这个阿姨人很好，和她处不好的人肯定有问题。”心领神会的赵晋对王敏妻子百般讨好，主动带其到北京、香港、澳门旅游、购物，从名牌衣服到名牌手提包，哪个好、哪个贵就买哪个。2008年，在王敏默许下，赵晋为其女儿购买住房。赵晋还多次带王敏妻子去澳门赌博，王敏妻子不用出赌资且“分红”。对于这些，王敏睁一只眼闭一只眼，也从未觉得有什么不妥。为了让女儿一家过上所谓的幸福生活，王敏纵容女儿在赵某的公司长年“吃空饷”，并多次打招呼、拉关系、铺路子，帮助女婿承揽工程牟利。2008年，王敏要求赵晋出资100多万元，为其住房进行高档装修。仅十八大以来，他借到北京参加中央全会、“两会”等机会，多次给赵晋打电话，明示暗示让其送钱。

赵晋被捕后，王敏害怕与其经济交往被牵出，惶惶不可终日，极度煎熬，几乎崩溃。他在《忏悔书》中说：
夜夜难以入睡，几乎天天半夜惊出一身冷汗，醒来就再也睡不着，总想不知道什么时候就出事。白天常常魂不守舍，省委通知开会，怕在会场被带走；上班时怕回不了家；上级领导约去谈工作，也怕是借题下菜。开会时在台上坐着，往往心不在焉，只得强打精神撑着；一个人时，唉声叹气，多次用拳头敲打自己的脑袋，发泄胸中压力。

极具讽刺意味的是，王敏在台下大肆敛财的同时，在台上却装模作样，常在各种会议上张口“廉洁”、闭口“清正”。他曾说“一个班子，尤其是党委书记过不了廉洁关，就没有担当的资格”，“一个干部，能成长到局级，不容易，大家都不愿意他犯错误、挨处分，但一旦犯了错误，谁都管不了，有纪律在那儿放着！”在他道貌岸然的伪装下，济南市的很多人认为他干净、干事，有很浓的为民情结；不少干部对他尊敬有加，把他当作勤廉兼优的学习榜样；更有一批老同志念念不忘当年“小王”的自律与敬业，觉得他是个好干部、好苗子。王敏在落马后接受记者采访时，述说了自己贪腐堕落的心路历程：
台上一套，台下一套，说一套，做一套；人前是人，人后是鬼……
王敏在中共中央纪委给予自己开除党籍、开除公职处分的决定书上所写的意见是：“我严重违纪违法，犯下严重罪行，辜负了党，背叛了党，成为党的罪人，我悔恨万分。我完全接受中央对我的处理决定，这是我咎由自取。我一定悔过自新，认真改造，重新作人。我永远忠诚于党。”

## 脚注
1. ↑  王敏之前被查官员是：蒋洁敏、李东生、杨金山等3名中央委员，以及李春城、王永春、万庆良、陈川平、潘逸阳、朱明国等6位中央候补委员。[1]